# 482-й истребительный авиационный полк
482-й истребительный авиационный Ковенский орденов Кутузова и Александра Невского полк (482-й иап) — воинская часть Военно-воздушных сил (ВВС) Вооружённых Сил РККА, принимавшая участие в боевых действиях Великой Отечественной войны.

## Наименования полка
За весь период своего существования полк несколько раз менял своё наименование:
- 482-й истребительный авиационный полк ПВО;
- 482-й истребительный авиационный полк;
- 482-й истребительный авиационный Ковенский полк;
- 482-й истребительный авиационный Ковенский ордена Кутузова полк;
- 482-й истребительный авиационный Ковенский орденов Кутузова и Александра Невского полк;
- Полевая почта 55759.

## Создание полка
482-й истребительный авиационный полк формировался в 8-м истребительном авиационном корпусе ПВО Бакинского района ПВО на аэродроме Кала города Баку в основном из состава 82-го иап на самолётах И-153.

## Расформирование полка
482-й Ковенский орденов Кутузова и Александра Невского истребительный авиационный полк расформирован 15 декабря 1945 года вместе с 322-й иад во 2-й ВА Центральной группы войск в Венгрии

## В действующей армии
В составе действующей армии:
- с 23 ноября 1941 года по 15 сентября 1942 года,
- с 7 июля 1943 года по 20 августа 1943 года,
- с 17 октября 1943 года по 6 марта 1944 года,
- с 20 июня 1944 года по 10 сентября 1944 года,
- с 14 ноября 1944 года по 11 мая 1945 года.

## Командиры полка
| Звание  | Имя                         | Период                  | Примечание |
| ------- | --------------------------- | ----------------------- | ---------- |
| капитан | Кукушкин Андрей Андреевич   | 03.09.1941 — 03.01.1942 |            |
| майор   | Пискунов Евгений Иванович   | 03.01.1942 — 10.08.1943 |            |
| майор   | Молодчинин Алексей Егорович | 10.08.1943 — 22.10.1944 |            |
| майор   | Диденко Гавриил Власович    | 22.10.1944 — 12.1945    |            |

## В составе соединений и объединений
| Период        | Фронт (округ)                                | армия                | корпус                                    | дивизия                                       | примечание                         |
| ------------- | -------------------------------------------- | -------------------- | ----------------------------------------- | --------------------------------------------- | ---------------------------------- |
| 03.09 1941 г. | Закавказский военный округ                   | Бакинский район ПВО  | 8-й истребительный авиационный корпус ПВО |                                               | И-153, Кала                        |
| 23.11.1941 г. | Северо-Кавказский фронт                      | ВВС округа           |                                           |                                               | в подчинении ВВС округа, 29 И-153  |
| 08.01.1942 г. | Крымский фронт                               | ВВС фронта           |                                           | 25-я истребительная авиационная дивизия       |                                    |
| 15.04.1942 г. | Крымский фронт                               | ВВС фронта           |                                           |                                               | передан в состав ВВС фронта        |
| 23.04.1942 г. | Крымский фронт                               | ВВС фронта           |                                           | 16-я ударная авиационная группа               |                                    |
| 09.06.1942 г. | Северо-Кавказский фронт                      | 5-я воздушная армия  |                                           | 265-я истребительная авиационная дивизия      |                                    |
| 19.07.1942 г. | Северо-Кавказский фронт                      | 5-я воздушная армия  |                                           | 236-я истребительная авиационная дивизия      |                                    |
| 28.08.1942 г. | Северо-Кавказский фронт                      | 5-я воздушная армия  |                                           | 238-я штурмовая авиационная дивизия           |                                    |
| 03.09.1942 г. | Закавказский фронт Черноморская группа войск | 5-я воздушная армия  |                                           | 238-я штурмовая авиационная дивизия           |                                    |
| 16.09.1942 г. | Закавказский военный округ                   | ВВС округа           |                                           | 26-й запасной истребительный авиационный полк | ст. Сандары Грузинской ССР, ЛаГГ-3 |
| 15.12.1942 г. | Московский военный округ                     | ВВС округа           |                                           | 22-й запасной истребительный авиационный полк | г. Иваново, ЛаГГ-3                 |
| 27.02.1943 г. | Московский военный округ                     | ВВС округа           |                                           | 14-й запасной истребительный авиационный полк | г. Иваново, Ла-5                   |
| 24.06.1943 г. | Резерв Верховного Главнокомандования         | Авиация Резерва ВГК  | 2-й истребительный авиационный корпус     | 322-я истребительная авиационная дивизия      | Ла-5                               |
| 07.07.1943 г. | Брянский фронт                               | 15-я воздушная армия | 2-й истребительный авиационный корпус     | 322-я истребительная авиационная дивизия      | Ла-5                               |
| 21.08.1943 г. | Резерв Верховного Главнокомандования         | Авиация Резерва ВГК  | 2-й истребительный авиационный корпус     | 322-я истребительная авиационная дивизия      | Ла-5                               |
| 17.10.1943 г. | Калининский фронт                            | 3-я воздушная армия  | 2-й истребительный авиационный корпус     | 322-я истребительная авиационная дивизия      | Ла-5                               |
| 20.10.1943 г. | 1-й Прибалтийский фронт                      | 3-я воздушная армия  | 2-й истребительный авиационный корпус     | 322-я истребительная авиационная дивизия      | Ла-5                               |
| 07.03.1944 г. | Резерв Верховного Главнокомандования         | Авиация Резерва ВГК  | 2-й истребительный авиационный корпус     | 322-я истребительная авиационная дивизия      | Ла-5                               |
| 20.06.1944 г. | 3-й Белорусский фронт                        | 1-я воздушная армия  | 2-й истребительный авиационный корпус     | 322-я истребительная авиационная дивизия      | Ла-5                               |
| 10.09.1944 г. | Резерв Верховного Главнокомандования         | Авиация Резерва ВГК  | 2-й истребительный авиационный корпус     | 322-я истребительная авиационная дивизия      | Ла-5                               |
| 14.11.1944 г. | 1-й Украинский фронт                         | 2-я воздушная армия  | 2-й истребительный авиационный корпус     | 322-я истребительная авиационная дивизия      | Ла-5                               |
| 01.12.1944 г. | 1-й Украинский фронт                         | 2-я воздушная армия  | 2-й истребительный авиационный корпус     | 322-я истребительная авиационная дивизия      | Ла-5, Ла-7                         |
| 11.05.1945 г. | 1-й Украинский фронт                         | 2-я воздушная армия  | 2-й истребительный авиационный корпус     | 322-я истребительная авиационная дивизия      | Ла-5, Ла-7                         |
| 10.06.1945 г. | Центральная группа войск                     | 2-я воздушная армия  | 2-й истребительный авиационный корпус     | 322-я истребительная авиационная дивизия      | Ла-7                               |
| 15.12.1945 г. | Центральная группа войск                     | 2-я воздушная армия  | 2-й истребительный авиационный корпус     | 322-я истребительная авиационная дивизия      | расформирован                      |

## Первая победа полка в воздушном бою
Первая известная воздушная победа полка в Великой Отечественной войне одержана 4 февраля 1942 года: младший лейтенант Вишняков Б. П. в воздушном бою в районе Семь Колодезей сбил немецкий истребитель Ме-109.

## Участие в операциях и битвах
- Оборона Севастополя — с 28 января 1942 года по 15 апреля 1942 года.
- Армавиро-Майкопская операция — с 6 августа 1942 года по 17 августа 1942 года.
- Новороссийская операция — с 19 августа 1942 года по 28 августа 1942 года.
- Курская битва — с 12 июля 1943 года по 23 августа 1943 года:
  - Орловская стратегическая наступательная операция[4] — с 12 июля 1943 года по 18 августа 1943 года.
  - Белгородско-Харьковская операция[4] — с 3 августа 1943 года по 23 августа 1943 года.
- Брянская операция[4] — с 1 сентября 1943 года по 3 октября 1943 года
- Невельская наступательная операция[4] — с 6 октября 1943 года по 31 декабря 1943 года
- Городокская операция[4] — с 6 октября 1943 года по 31 декабря 1943 года
- Витебско-Оршанская операция — с 23 июня 1944 года по 28 июня 1944 года.
- Белорусская операция — с 23 июня 1944 года по 29 августа 1944 года.
- Сандомирско-Силезская операция[4] — с 12 января 1945 года по 23 февраля 1945 года.
- Берлинская наступательная операция[4] — с 16 апреля 1945 года по 8 мая 1945 года.
- Пражская операция — с 6 мая 1945 года по 11 мая 1945 года.

## Почётные наименования
482-му истребительному авиационному полку за отличие в боях за овладение городом Каунас (Ковно) 1 августа 1944 года Приказом НКО СССР присвоено почётное наименование «Ковенский»

## Награды
- 482-й Ковенский истребительный авиационный полк 5 апреля 1945 года Указом Президиума Верховного Совета СССР за образцовое выполнение боевых заданий командования в боях с немецкими захватчиками при форсировании реки Одер северо-западнее города Бреслау (Бреславль) и проявленные при этом доблесть и мужество награждён орденом «Александра Невского».
- 482-й Ковенский ордена Александра Невского истребительный авиационный полк 28 мая 1945 года за образцовое выполнение боевых заданий командования в боях при прорыве обороны немцев на реке Нейссе и овладении городами Коттбус, Люббен, Цоссен, Беелитц, Лукенвальде, Тойенбритцен, Цана, Мариенсфельде, Треббин, Рантсдорф, Дидерсдорф, Кельтов и проявленные при этом доблесть и мужество награждён орденом «Кутузова III степени».

## Отличившиеся воины полка
- Диденко Гавриил Власович, майор, командир 482-го истребительного авиационного полка 322-й истребительной авиационной дивизии 2-го истребительного авиационного корпуса 2-й воздушной армии 10 апреля 1945 года удостоен звания Герой Советского Союза. Золотая Звезда № 4610
- Зайцев Василий Владимирович, майор, командир эскадрильи 482-го истребительного авиационного полка 322-й истребительной авиационной дивизии 2-го истребительного авиационного корпуса 2-й воздушной армии 27 июня 1945 года удостоен звания Герой Советского Союза. Золотая Звезда № 6060
- Коняев Пётр Михайлович, старший лейтенант, командир звена 482-го истребительного авиационного полка 322-й истребительной авиационной дивизии 2-й воздушной армии 27 июня 1945 года удостоен звания Герой Советского Союза. Золотая Звезда № 6033
- Королёв Виталий Иванович, майор, заместитель командира 482-го истребительного авиационного полка 322-й истребительной авиационной дивизии 2-го истребительного авиационного корпуса 2-й воздушной армии 27 июня 1945 года удостоен звания Герой Советского Союза. Золотая Звезда № 6526
- Ландик Иван Иванович, капитан, командир эскадрильи 482-го истребительного авиационного полка 322-й истребительной авиационной дивизии 2-го истребительного авиационного корпуса 2-й воздушной армии 27 июня 1945 года удостоен звания Герой Советского Союза. Посмертно
- Лебедев Фёдор Михайлович, майор, командир эскадрильи 482-го истребительного авиационного полка 322-й истребительной авиационной дивизии 2-го истребительного авиационного корпуса 2-й воздушной армии 27 июня 1945 года удостоен звания Герой Советского Союза. Золотая Звезда № 6056
- Сомов Пётр Арсентьевич, старший лейтенант, заместитель командира эскадрильи 482-го истребительного авиационного полка 322-й истребительной авиационной дивизии 2-го истребительного авиационного корпуса 2-й воздушной армии 10 апреля 1945 года удостоен звания Герой Советского Союза. Золотая Звезда № 6090

## Благодарности Верховного Главнокомандования

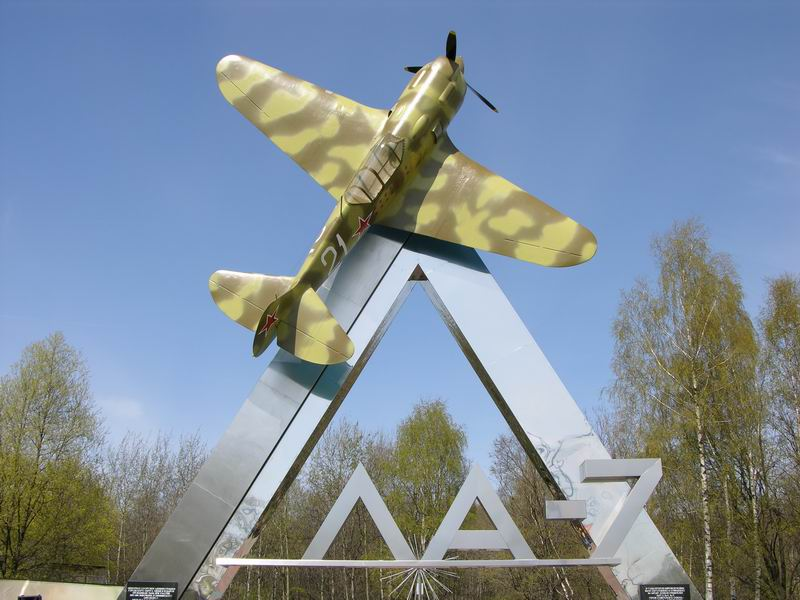
г. Химки, памятник Ла-7

За проявленные образцы мужества и героизма Верховным Главнокомандующим лётчикам полка в составе дивизии объявлялись благодарности:
- За освобождение города Пиотркув[6]
- За овладение городами Нейштедтель, Нейзальц, Фрейштадт, Шпроттау, Гольдберг, Яуэр, Штригау[7]
- за овладение городами Грюнберг, Зоммерфельд и Зорау[8]

За проявленные образцы мужества и героизма Верховным Главнокомандующим лётчикам полка в составе корпуса объявлялись благодарности:
- За освобождение города Витебск[9]
- За освобождение города Орша[10]
- За форсирование реки Неман[11]
- За овладение городом и крепостью Каунас (Ковно)[12]
- За овладение городами Крайцбург, Розенберг, Питшен, Ландсберг и Гуттентаг[13]
- За овладение городами Лигниц, Штейнау, Любен, Гайнау, Ноймаркт и Кант[14]
- За овладение городом и крепостью Глогау[15]
- За овладение городами Котбус, Люббен, Цоссен, Беелитц, Лукенвальде, Тройенбритцен, Цана, Мариенфельде, Треббин, Рангсдорф, Дидерсдорф, Тельтов и вступление с юга в столицу Германии город Берлин[16]
- За овладение городами Науен, Эльшталь, Рорбек, Марквардт, Кетцин[17]
- За овладение городом Берлин[18]
- За овладение городом Дрезден[19]
- За освобождение города Прага[20]

## Асыполка
Лётчики полка, сбившие 5 и более самолётов противника за годы Великой Отечественной войны:
| Ф. И. О.                          | Количество сбитых лично | Количество сбитых в группе | Количество боевых вылетов | Количество проведённых воздушных боёв |
| --------------------------------- | ----------------------- | -------------------------- | ------------------------- | ------------------------------------- |
| Бычков Семён Трофимович           | 10                      | 5                          | 230                       | 60                                    |
| Гончаренко Николай Никитович      | 6                       | 0                          | -                         | -                                     |
| Горсков Максим Ильич              | 6                       | 2                          | 78                        | 12                                    |
| Диденко Гавриил Власович          | 16                      | 32                         | 381                       | -                                     |
| Зайцев Василий Владимирович       | 16                      | 0                          | 448                       | 42                                    |
| Изох Иван Никитович               | 12                      | 3                          | -                         | -                                     |
| Кириллов Николай Фролович         | 7                       | 0                          | -                         | -                                     |
| Конищев Николай Александрович     | 6                       | 0                          | 85                        | -                                     |
| Коняев Пётр Михайлович            | 14                      | 1                          | 165                       | 35                                    |
| Королёв Виталий Иванович          | 17                      | 4                          | 455                       | 77                                    |
| Костюк Жудек Митрофанович         | 5                       | 0                          | 50                        | -                                     |
| Ландик Иван Иванович              | 16                      | 2                          | 160                       | 38                                    |
| Лебедев Фёдор Михайлович          | 15                      | 2                          | 351                       | 36                                    |
| Лозовой Ефим Ефимович             | 7                       | 6                          | 350                       | -                                     |
| Михеев Виктор Семёнович           | 6                       | 1                          | -                         | -                                     |
| Молодчинин Алексей Егорович       | 18                      | 5                          | 200                       | -                                     |
| Назаренко Александр Александрович | 9                       | 1                          | -                         | -                                     |
| Орлов Владимир Павлович           | 7                       | 2                          | 80                        | -                                     |
| Пушкин Николай Петрович           | 7                       | 9                          | 490                       | 75                                    |
| Сергеев Филипп Фёдорович          | 16                      | 10                         | 375                       | 76                                    |
| Соколов Александр Николаевич      | 7                       | 1                          | -                         | -                                     |
| Сомов Пётр Арсентьевич            | 19                      | 3                          | 130                       | -                                     |
| Хмеличек Юрий Адольфович          | 6                       | 1                          | 114                       | -                                     |
| Чёрный Фёдор Игнатьевич           | 5                       | 2                          | 461                       | -                                     |
| Чугуев Григорий Власович          | 14                      | 2                          | 195                       | 43                                    |
| Шевырев Степан Ефимович           | 10                      | -                          | -                         | -                                     |
| Шупа Григорий Ефремович           | 10                      | 1                          | -                         | -                                     |

## Статистика боевых действий
Всего за годы Великой Отечественной войны полком:
| Выполнено боевых вылетов | Сбито самолётов в воздухе | Уничтожено самолётов всего |
| ------------------------ | ------------------------- | -------------------------- |
| 7748                     | 287                       | 289                        |

Свои потери:
| Потеряно самолётов, всего | Погибло лётчиков всего | Из них погибло в воздушных боях | Из них не вернулось с боевого задания | Из них умерло от ранений | Из них погибло в авиакатастрофах | Из них прочие небоевые |
| ------------------------- | ---------------------- | ------------------------------- | ------------------------------------- | ------------------------ | -------------------------------- | ---------------------- |
| 103                       | 51                     | 26                              | 18                                    | 2                        | 5                                | -                      |

## Самолёты на вооружении
| Период      | Самолёты |
| ----------- | -------- |
| 1941 — 1943 | И-153    |
| 1943 — 1944 | Ла-5     |
| 1944 — 1945 | Ла-7     |